# Heather-Dina Lakes Park
Heather-Dina Lakes Park är en park i Kanada.   Den ligger i provinsen British Columbia, i den centrala delen av landet, 3 500 km väster om huvudstaden Ottawa. Heather-Dina Lakes Park ligger 729 meter över havet.
Terrängen runt Heather-Dina Lakes Park är kuperad åt nordost, men åt sydväst är den platt. Trakten runt Heather-Dina Lakes Park är nära nog obefolkad, med mindre än två invånare per kvadratkilometer.. Det finns inga samhällen i närheten. 
I omgivningarna runt Heather-Dina Lakes Park växer i huvudsak barrskog.